# Нейтан Мак-Маллен
Нейтан Мак-Маллен (англ. Nathan McMullen) (нар. 1987 або 1988) — британський актор театру та телебачення, найбільше відомий завдяки ролі Фінна у телесеріалі Покидьки і бармена у телесеріалі Келлі + Віктор.
У 2012 Мак-Маллен став виконавцем однієї з головних ролей у телесеріалі Покидьки, у якому знімався у 4 та 5 сезонах. Також Мак-Маллен виконав роль ельфа Вульва у різдвяному спецепізоді телесеріалу Доктор Хто Останнє Різдво.

## Кар'єра
У 2003 році, коли Нейтану Мак-Маллену було 15 років, таблоїд Liverpool Echo визнав його Найкращим молодим коміком під час Ліверпульського комедійного фестивалю. У тому змаганні брали участь понад 300 підлітків 14-18 років, пошук найкращого серед них тривав рік. За перемогу Нейтан отримав 250 фунтів. Навчався акторської майстерності у Манчестерській театральній школі.
Перші професійні ролі Мак-Маллен виконав у 2010 році: тоді він виконав роль у телесеріалі Нещасний випадок та роль Джека у постановці Джек і бобове стебельце у Театрі Західного Йоркширу в Лідсі. 2011 року почав співпрацю із Ліверпульським театром, де виконав ролі Третьої Відьми та Флінса у п'єсі Макбет.
У 2015 році Мак-Маллен брав участь у театральній адаптації фільму Братів Коенів Підручний Гадсакера. Прем'єра не відбулася вчасно через те, що Мак-Маллен зазнав травми на генеральній репетиції. У 2016 році Мак-Маллен брав участь у постановці класичної п'єси Алана Блісдейла Вниз по Док-роуд.
Натан Мак-Маллен продовжить роботу в Ліверпульському театрі у 2018 році. У цьому сезоні він гратиме у п'єсах Золото Каліфорнії (роль Майка Муні), Пер Ґюнт та Механічний апельсин. Крім цього, актор працює викладачем в акторській школі Act Up North, яка має відділення у Манчестері, Ліверпулі та Лідсі.

## Ролі

### Кіно
| Рік       | Назва                 | Роль               | Примітки                 |
| --------- | --------------------- | ------------------ | ------------------------ |
| 2010      | Нещасний випадок      | Девлан О'Коннор    | 2 епізоди                |
| 2010      | Вулиця коронації      | Філ                |                          |
| 2012      | Безсоромні            | Енджел             | 2 епізоди                |
| 2012      | Келлі + Віктор        | Бармен             |                          |
| 2012-2013 | Покидьки              | Фінн               | Головна роль, сезони 4-5 |
| 2014      | Водій                 | Джозеф Пасловський | 2 епізоди                |
| 2014      | Доктор Хто            | Вульф              | Останнє Різдво           |
| 2014      | Доктор Хто: Додатково | у ролі себе        | Останнє Різдво           |

### Театр
| Рік  | Назва                   | Роль                   | Театр                           |
| ---- | ----------------------- | ---------------------- | ------------------------------- |
| 2010 | Джек і бобове стебельце | Джек                   | Театр Західного Йоркширу (Лідс) |
| 2011 | Макбет                  | Третя Відьма та Флінс. | Ліверпульський театр            |
| 2015 | Підручний Гадсакера     | невідомо               | Ліверпульський театр            |
| 2016 | Вниз по Док-роуд        | невідомо               | Ліверпульський театр            |
| 2018 | Механічний апельсин     | TBA                    | Ліверпульський театр            |
| 2018 | Золото Каліфорнії       | Майк Муні              | Ліверпульський театр            |
| 2018 | Пер Ґюнт                | TBA                    | Ліверпульський театр            |

## Особисте життя
Мак-Маллен мешкає у Манчестері. Він має двох дітей: доньку Сейді (нар. 4 лютого 2013) та сина Отіса (нар. 13 вересня 2014).